# Дизелови мотриси БДЖ 06-00
Мотрисите са доставени от завод „23 august“ – Bucureşti (Румъния) в края на 1961 г. Това са две 4-осни мотриси, които получават номер 06-01 и 06-02. Това са първите возила в БДЖ с хидравлична предавка. Едната челна страна на 06-01 е с аеродинамично оформление като водещо возило на мотрисен влак от еднотипни вагони. Мотрисите са боядисани отвън в зелено с разцветката на вагон-салоните от правителствените влакове и носят означение Sмот-х (салон-мотриса с хидравлична предавка).
Доставените мотриси е трябвало да пътуват непрекъснато поне до изтичане на гаранционния срок. Така те са зачислени в депо София и са включени в експлоатацията. Тъй като вътрешното им обзавеждане не става за обикновена експлоатация (облицовки от махагон и липов фурнир и луксозна мебелировка) те започват да возят влакове като локомотиви, т.е. без да се допускат в тях пътници. По време на гаранционния срок обаче мотрисите показват много дефекти, особено по машинната част. Гаранционният срок е удължаван няколко пъти, но не се постига стабилизация в работата. Така през 1964 г. заводът-строител приема обратно мотрисите и с това приключва тяхната работа в БДЖ.